# Malacolimax wiktori
Malacolimax wiktori is een slakkensoort uit de familie van de Limacidae. De wetenschappelijke naam van de soort is voor het eerst geldig gepubliceerd in 1989 door Alonso & Ibanez.